# ارين ر. ديفيس
ارين ر. ديفيس (بالإنجليزية: Warren R. Davis)‏ هو محامي وسياسي أمريكي، ولد في 8 مايو 1793 في كولومبيا في الولايات المتحدة، وتوفي في 29 يناير 1835 في واشنطن العاصمة في الولايات المتحدة. حزبياً، نشط في ديمقراطية جاكسونية والحزب الديمقراطي. وقد انتخب عضو مجلس النواب الأمريكي عن دائرة South Carolina's 6th congressional district ‏ (4 مارس 1827 – 29 يناير 1835).